# گره آتلانتیک

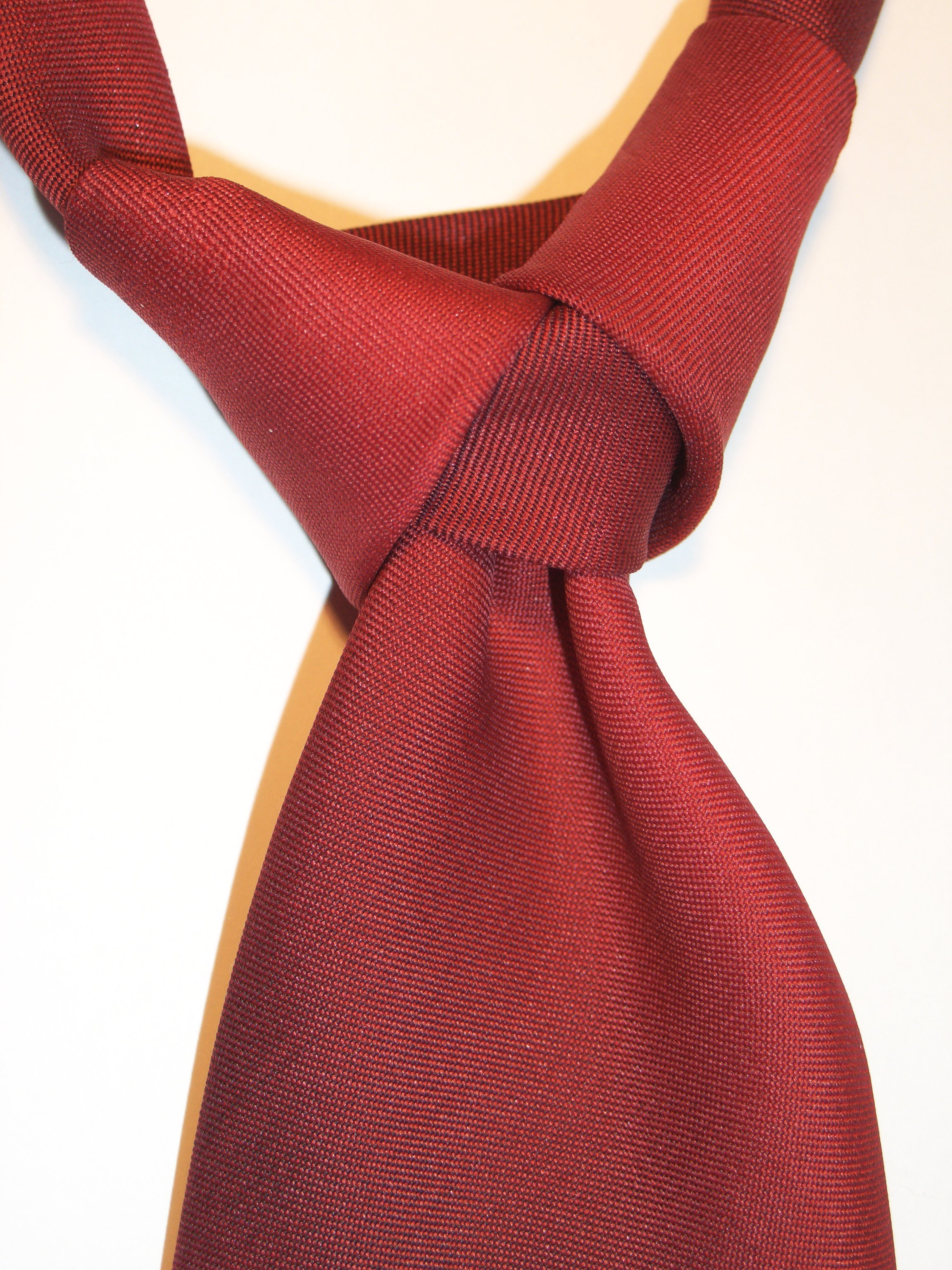

گره آتلانتیک نوعی گره کراوات (به انگلیسی: Atlantic Knot) است. این نوع گره کراوات به شکل وارونه است. این نوع گره شبیه بستن دستمال گردن دریانوردان می‌باشد. 